# 유럽 고속도로 19호선
유럽 고속도로 19호선(European route E19)은 네덜란드의 암스테르담을 출발, 벨기에를 거쳐 프랑스의 파리까지 이어주는 총 연장 551 km의 거리를 가진 국제 E-road 네트워크 노선망이다.

## 주요 경유지
주요 경유지는 다음과 같다.
- 네덜란드 : 암스테르담 - 헤이그 - 레이스베이크 - 로테르담 - 브레다 (상세 사항 : en:European route E19 in the Netherlands 문서 참조)
- 벨기에 : 안트워프 - 메헬렌 - 브뤼셀 - 몽스
- 프랑스 : 발랑시엔 - 캉브레 - 콩피에뉴 - 파리